# 九洞天
九洞天位于中国贵州省毕节地区大方县猫场镇和纳雍县交界处，六冲河（乌江上游）在这一段上游称总溪河，下游为瓜仲河伏流，长约7公里，这段河道共有九个天窗洞口，故得名“九洞天”，九洞成串珠状相连，洞内平均高度约80米，最高处约100米，水面最宽处约50米，最窄处约10米。景区内还有峡谷、洞穴、天生桥、天坑及古生物化石等景观。
2004年2月，九洞天风景名胜区经国务院批准列入第五批国家级风景名胜区名单。